# Inter Press Service
Inter Press Service är en internationell nyhetsbyrå, ledande på globala utvecklingsfrågor, med fokus på länder i Syd. Omkring 500 journalister i fler än 130 länder skriver för IPS och merparten av dessa har en lokal förankring i de områden de rapporterar från. IPS bevakar FN-systemet och mänskliga rättigheter, internationell politik, ekonomi, samt freds- och utvecklingsfrågor. IPS har också en omfattande miljö- och klimatbevakning.
Nyheterna från IPS kommer ut på engelska och spanska. Dessutom översätts texterna till ett stort antal språk, däribland arabiska, franska, tyska, swahili, italienska, japanska, portugisiska, polska, turkiska och svenska.
Den svenska redaktionen finns i Stockholm.